# Scheltema Leiden

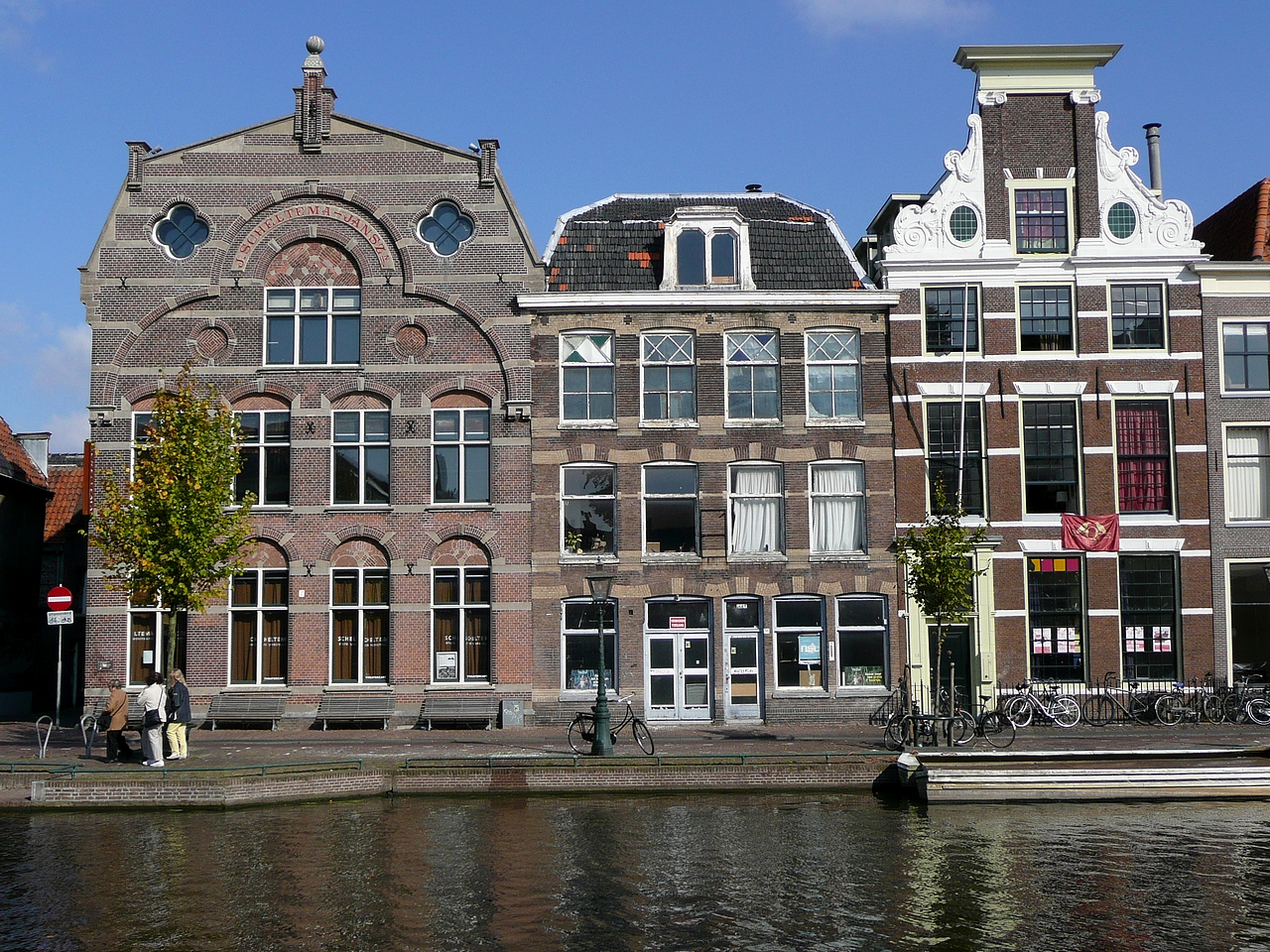
De gerestaureerde gevel van Scheltema Leiden aan de Oude Singel (links). De ingang bevindt zich in de naastgelegen Marktsteeg.

Scheltema Leiden is een cultureel centrum in de  Nederlandse stad Leiden, gevestigd in een voormalige dekenfabriek op de hoek van de Marktsteeg en de Oude Singel.
In het gebouw worden onder meer voorstellingen, concerten, lezingen, congressen en tentoonstellingen georganiseerd. Het gebouw bevat onder andere een theaterzaal, atelierruimte, expositieruimten, een café en een restaurant. Het is de vaste locatie van muziektheaterensemble De Veenfabriek en het theatergezelschap Domino.

## Geschiedenis dekenfabriek

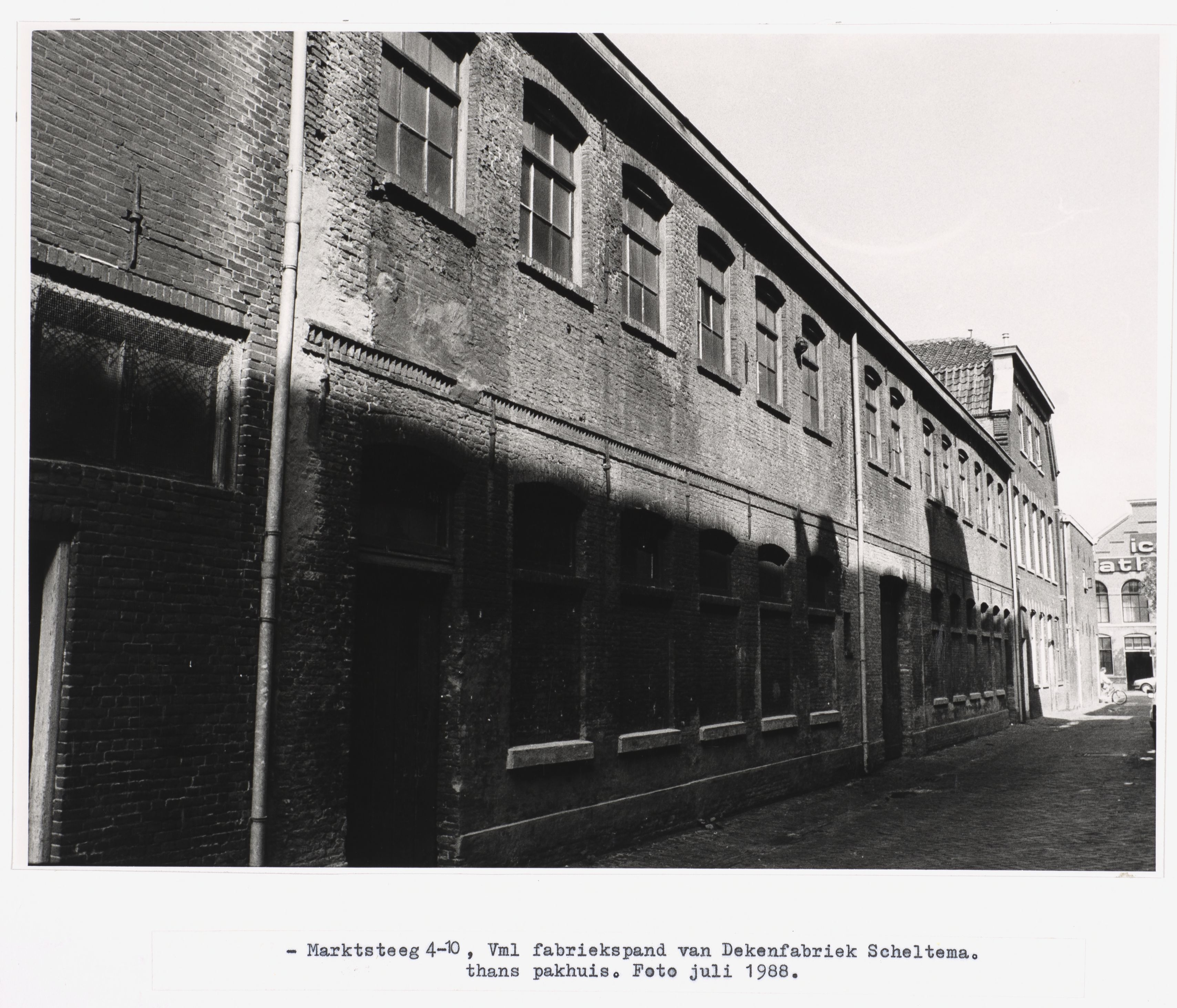
Het gebouw in 1988

De N.V. Fabriek van Wollen Dekens v/h J. Scheltema Jzn. was een textielfabriek die bestaan heeft van 1817-1958 en wollen dekens produceerde. Ten tijde van de oprichting bestonden er in Leiden ongeveer 20 van dergelijke bedrijven.
De fabriek is opgericht op 12 juni 1817 door Jacobus Scheltema Jzn. aan de Oude Singel 56 te Leiden. Aangevangen werd met handspinmolens en houten weefgetouwen, terwijl later de mechanisatie haar intrede deed, hoewel het vollen nog altijd op de klassieke wijze plaatsvond, waarbij volaarde werd toegepast.
Zowel sociaal als qua productkwaliteit stond het bedrijf goed aangeschreven en won het bedrijf diverse prijzen, maar toen de industriële revolutie op gang kwam raakte de firma achterop. Het bedrijf werd daarop in 1893 overgenomen door Cornelis Wassenaar, die het mechaniseerde en het gebouw met fraaie gevel liet plaatsen dat ook nu nog bestaat.
Merken als Elegant en Scheltema werden ook buiten Nederland verkocht, tot in Amerika toe. Toch ging het bedrijf al in 1958 failliet door uitblijvende orders, nog ver voordat de textielcrisis in Nederland uitbrak.
Hierna is het gebouw slechts ten dele in gebruik geweest totdat het onder leiding van Reinier Verbeek werd gerenoveerd en in 2006 volledig ter beschikking kwam als cultureel centrum.